# Strazdas
Strazdas ("Taltrast") var Litauens bidrag i Eurovision Song Contest 1999, framförd på žemaitiska av Aistė Smilgevičiūtė. Det var det första bidraget som framfördes under tävlingen och hamnade på en tjugondeplats (av 23 tävlande bidrag) med 13 poäng. På grund av den låga placeringen kunde Litauen därmed inte delta i tävlingen året därpå. Strazdas var Litauens andra bidrag i tävlingen sedan 1994 och är skriven av Sigitas Geda (text) och Linas Rimša (musik).
Låten är en blandning av ballad och folksång och beskriver en taltrasts sång, som i låten är en klagan över trastens fastfrusna fötter.